# 882
Năm 882 là một năm trong lịch Julius.